# 里奥韦尔梅柳
里奥韦尔梅柳是巴西米纳斯吉拉斯州的一个市镇。总面积987.222平方公里，总人口14856人，人口密度15人/平方公里。